# Chi Giền
Chi Giền (danh pháp khoa học: Xylopia) là một chi thực vật thuộc họ Annonaceae.
Chi này bao gồm phần lớn là các loài cây gỗ với một số loài là cây bụi.

## Các loài
Chi này chứa khoảng 160 loài, phân bố tại châu Á, châu Phi và châu Mỹ.
- Xylopia acutiflora,  (Dunal) A.Rich.
- Xylopia aethiopica,  (Dunal) A.Rich.
- Xylopia africana, Oliv.
- Xylopia amazonica, R.E.Fr.
- Xylopia ambanjensis, Cavaco & Keraudren
- Xylopia amoena, R.E. Fr.
- Xylopia amplexicaulis, (Lam.) Baill.
- Xylopia arenaria, Engl.
- Xylopia aromatica, (Lam.) Mart.
- Xylopia aurantiiodora, De Wild. & T.Durand
- Xylopia barbata, Mart.
- Xylopia beananensis, Cavaco & Keraudren
- Xylopia bemarivensis, Diels
- Xylopia benthamii, R.E.Fr.
- Xylopia bocatorena,  Schery
- Xylopia brasiliensis, Spreng.
- Xylopia buxifolia, Baill.
- Xylopia calophylla, R.E.Fr.
- Xylopia capuronii, Cavaco & Keraudren
- Xylopia caudata, Hook.f. & Thomson
- Xylopia cayennensis, Maas
- Xylopia chrysophylla, Louis ex Boutique
- Xylopia collina, Diels
- Xylopia columbiana, R.E.Fr.
- Xylopia conjungens, R.E. Fr.
- Xylopia coriifolia, Ridl.
- Xylopia crinita, R.E. Fr.
- Xylopia cupularis, Mildbr.
- Xylopia cuspidata, Diels
- Xylopia danguyella, Ghesq. ex Cavaco & Keraudren
- Xylopia decorticans, D.M. Johnson & Lobão
- Xylopia dehiscens, (Blanco) Merr.
- Xylopia densiflora, R.E. Fr.
- Xylopia densifolia, Elmer
- Xylopia dielsii, Cavaco & Keraudren
- Xylopia discreta, (L.f.) Sprague & Hutch.
- Xylopia egleriana, Aristeg. ex Maas
- Xylopia elliotii, Pierre ex Engl. & Diels
- Xylopia elliptica, Maingay ex Hook.f. & Thomson
- Xylopia emarginata, Mart.
- Xylopia excellens, R.E.Fr.
- Xylopia fananehanensis, Cavaco & Keraudren
- Xylopia ferruginea, (Hook.f. & Thomson) Baill.
  - Xylopia ferruginea var. oxyantha, (Hook. f. & Thomson) J. Sinclair
- Xylopia flamignii, Boutique
- Xylopia flexuosa, Diels
- Xylopia frutescens, Aubl.
- Xylopia fusca, Maingay ex Hook.f. & Thomson
- Xylopia gilbertii, Boutique
- Xylopia humblotiana, Baill.
- Xylopia hypolampra, Mildbr.
- Xylopia katangensis, De Wild.
- Xylopia kuchingensis, I.M.Turner & D.M.Johnson
- Xylopia laevigata, (Mart.) R.E. Fr.
- Xylopia lamii, Cavaco & Keraudren
- Xylopia langsdorfiana, St.Hilaire & Tulasne
- Xylopia lastelliana, Baill.
- Xylopia latipetala, Verdc.
- Xylopia le-testui, Pellegr.
- Xylopia lemurica, Diels
- Xylopia lenombe, Paiva
- Xylopia ligustrifolia, Dunal
- Xylopia longicuspis, R.E. Fr.
- Xylopia longipetala, De Wild. & T.Durand
- Xylopia macrantha, Triana & Planch.
- Xylopia madagascariensis, Cavaco & Keraudren
- Xylopia malayana, Hook.f. & Thomson
- Xylopia micans, R.E. Fr.
- Xylopia mildbraedii, Diels
- Xylopia mucronata, Boerl.
- Xylopia multiflora, R.E.Fr.
- Xylopia muricata, L.
- Xylopia mwasumbii, D.M. Johnson
- Xylopia nervosa,  (R.E. Fr.) Maas
- Xylopia nitida, Dunal
- Xylopia ochrantha, Mart.
- Xylopia odoratissima, Welw. ex Oliv.
- Xylopia orestera,  I.M.Turner & D.M.Johnson
- Xylopia orinocensis, Bagstad & D.M.Johnson
- Xylopia panamensis, G.E. Schatz
- Xylopia paniculata, Exell
- Xylopia parviflora, Spruce
- Xylopia perrieri, Diels
- Xylopia peruviana, R.E. Fr.
- Xylopia phloiodora, Mildbr.
- Xylopia pierrei, Hance
- Xylopia pittieri, Diels
- Xylopia plowmanii, Xylopia plowmanii
- Xylopia polyantha, R.E. Fr.
- Xylopia pulchella, Ridl.
- Xylopia pulcherrima, Sandwith
- Xylopia pynaertii, De Wild.
- Xylopia quintasii, Pierre ex Engl. & Diels
- Xylopia rubescens, Oliv.
  - Xylopia rubescens var. klaineana, Pellegr.
- Xylopia sahafariensis, Cavaco & Keraudren
- Xylopia sericea, A.St.-Hil.
- Xylopia sericolampra, Diels
- Xylopia sericophylla, Standl. & L.O. Williams
- Xylopia spruceana, Benth. ex Spruce
- Xylopia staudtii, Engl. & Diels
- Xylopia stenopetala, Oliv.
- Xylopia strilophylla,  Standl.
- Xylopia surinamensis, R.E. Fr.
- Xylopia talbotii, Exell
- Xylopia tomentosa, Exell
- Xylopia toussaintii, Boutique
- Xylopia trichostemon, R.E. Fr.
- Xylopia venezuelana, R.E. Fr.
- Xylopia vielana, Pierre - Giền đỏ, giền (canh ki na), sai, thối ruột, kray lan, krat.
- Xylopia villosa, Chipp
- Xylopia wilwerthii, De Wild. & T.Durand
- Xylopia xylantha, R.E. Fr.

## Chưa dung giải
- Xylopia acunae, Borhidi & E.Del-Risco
- Xylopia aligustrifolia, Dunal
- Xylopia altissima, Boerl.
- Xylopia ardua, Sillans
- Xylopia batesii, Pierre ex Engl. & Diels
- Xylopia brasiliensis var. gracilis, .E.Fr.
- Xylopia cacanes, Warm.
- Xylopia calosericea, Diels
- Xylopia championii, Hook.f. & Thomson
- Xylopia chivantinensis, Aristeg.
- Xylopia chocoensis, R.E.Fr.
- Xylopia congolensis, De Wild.
- Xylopia cristalensis, Alain
- Xylopia cubensis, A.Rich.
- Xylopia degeneri, A.C.Sm.
- Xylopia dibaccata, Däniker
- Xylopia dunaliana, Vallot
- Xylopia dunaliana, Planch. & Linden
- Xylopia dunaliana, L.Linden, Planch. & Sprague
- Xylopia ekmanii, R.E.Fr.
- Xylopia ghesquiereana, Cavaco & Keraudren
- Xylopia glauca, Boerl.
- Xylopia gracilis, (R.E.Fr.) R.E.Fr.
- Xylopia hastarum, M.L.Green
- Xylopia holtzii, Engl.
- Xylopia humbertii, Ghesq. ex Cavaco & Keraudren
- Xylopia hypolampsa, Mildbr. & Diels
- Xylopia involucrata, M.C.Dias & Kin.-Gouv.
- Xylopia jamaicensis, Griseb.
- Xylopia javanica, Steud.
- Xylopia kalabenonensis, D.M.Johnson, Deroin & Callm.
- Xylopia lanceola, Ridl.
- Xylopia lanceolata, R.E.Fr.
- Xylopia lane-poolei, Sprague & Hutch.
- Xylopia lucida, Baill.
- Xylopia maccraei, L.B. Sm.
- Xylopia maccreai, (F.Muell.) L.S.Sm.
- Xylopia maccreai, F.Muell.
- Xylopia macrocarpa, A.Chev.
- Xylopia magna, Maingay ex Hook.f.
- Xylopia martinicensis, Spreng.
- Xylopia mendoncae, Exell
- Xylopia micrantha, Scheff.
- Xylopia monosperma, Jessup
- Xylopia nigricans, Hook.f. & Thomson
- Xylopia pacifica, A.C.Sm.
- Xylopia pallescens, Baill.
- Xylopia pancheri, Baill.
- Xylopia papuana,  Diels
- Xylopia parviflora, (Guill. & Perr.) Engl. & Diels
- Xylopia parvifolia, Hook.f. & Thomson
- Xylopia parvifolia, Schltdl.
- Xylopia patoniae, I.M.Turner
- Xylopia peekelii, Diels
- Xylopia pierrei, Hance - Giền trắng.
- Xylopia platypetala, R.E.Fr.
- Xylopia poggeana, Pierre ex Engl. & Diels
- Xylopia poilanei,  Ast - Giền láng.
- Xylopia prancei, Aristeg.
- Xylopia pygmaea, Warm.
- Xylopia pyrifolia,  Engl.
- Xylopia richardii, Boivin ex Baill.
- Xylopia rigidiflora, Bagstad & D.M.Johnson
- Xylopia roigii, P.Wilson
- Xylopia salicifolia, Kunth
- Xylopia seretii, De Wild.
- Xylopia subdehiscens, (King) J.Sinclair
- Xylopia tenuifolia, Engl. & Diels
- Xylopia torrei, N.Robson
- Xylopia uniflora, R.E.Fr.
- Xylopia vieillardii, Baill.
- Xylopia vitiensis, A.C.Sm.

## Hình ảnh

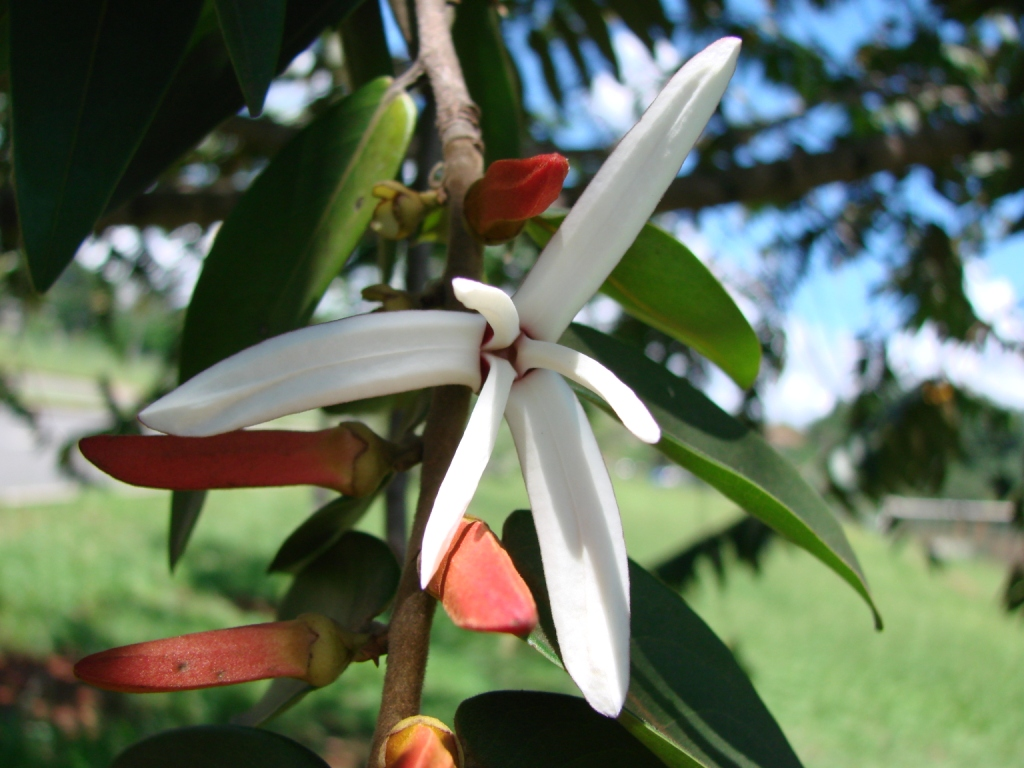
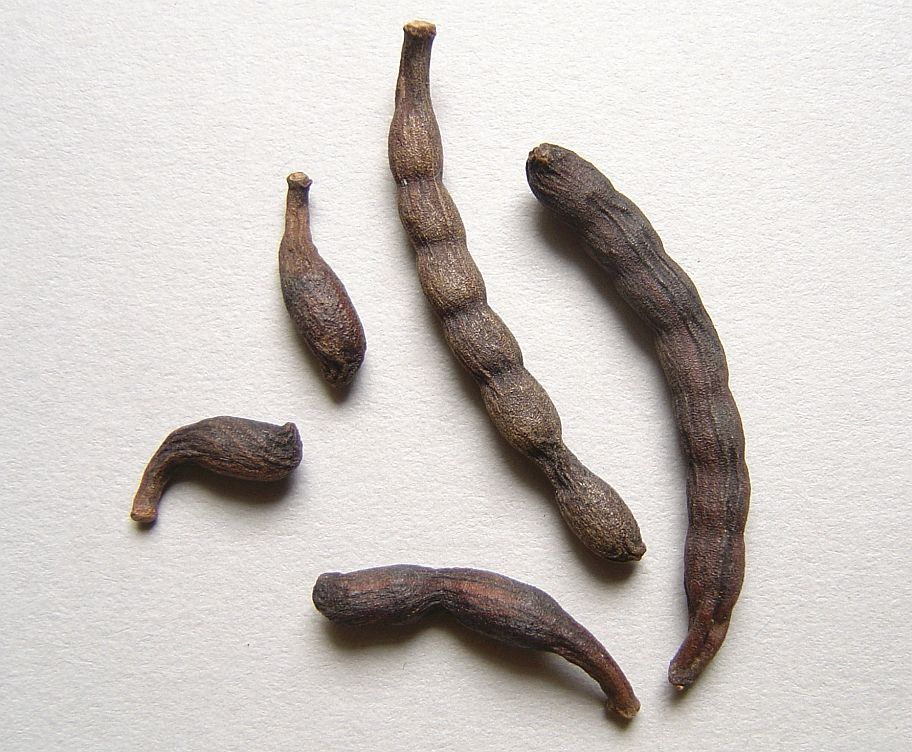
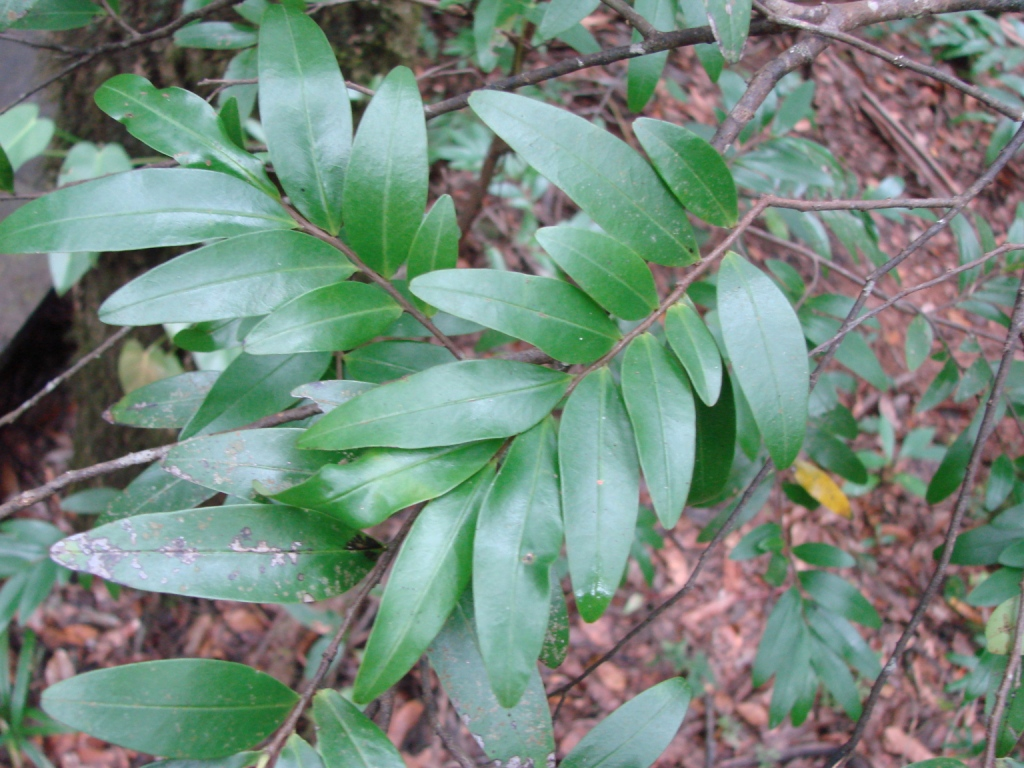
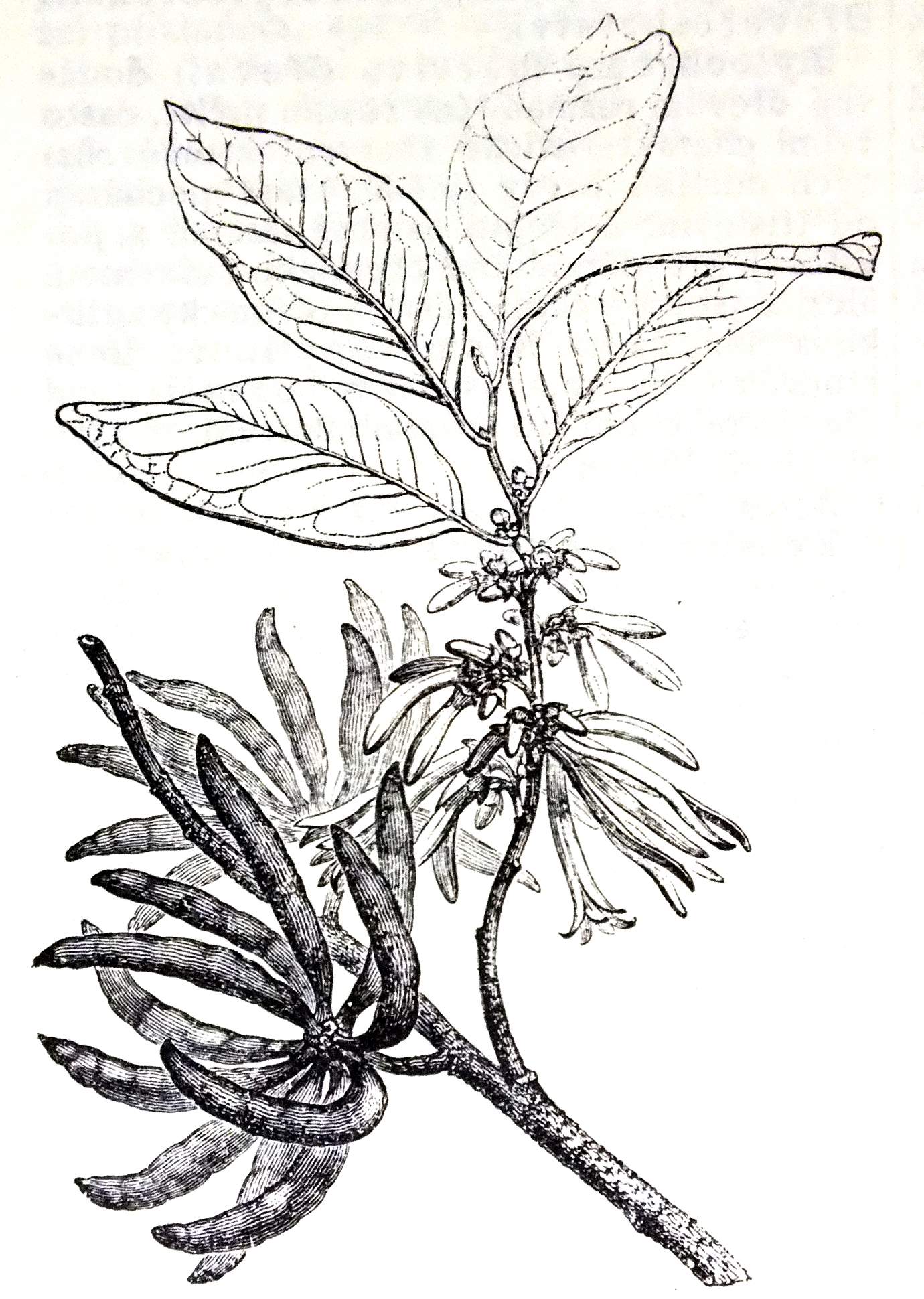